# Cicadulini
Los cicadulinos (Cicadulini) son una tribu de hemípteros auquenorrincos de la familia Cicadellidae. Tiene los siguientes géneros.

## Géneros
Hay 15 géneros descritos de Cicadulini:
- Calanana DeLong, 1945
- Cicadula Zetterstedt, 1840
- Dudanus Dlabola, 1956
- Elymana DeLong, 1936
- Hecadula Dietrich & rakitov, 2002
- Knullana DeLong, 1941
- Mocydia Edwards, 1922
- Mocydiopsis Ribaut, 1939
- Morinda Emeljanov, 1972
- Paluda DeLong, 1937
- Proceps Mulsant & Rey, 1855
- Pseudosubhimalus Ghauri, 1974[2]
- Rhopalopyx Ribaut, 1939
- Stenometopiellus Haupt, 1917
- Taurotettix Haupt, 1929